# Krisztus szülei házában
Krisztus szülei házában (eredeti címe: Christ in the House of His Parents) John Everett Millais brit festő műve, 1849-1850 között készült. A festmény a gyermek Jézust ábrázolja szülei házában, illetve egy műhely környezetében. A festményt nagyon kritikusan fogadta a korabeli közvélemény, rengeteg negatív kritika látott napvilágot, egyiket maga Charles Dickens írta. Azonban a festmény révén a korábban ismeretlen preraffaeliták mozgalmát megismerte a szélesebb közvélemény, ami jelentősen elősegítette Millais és társa, William Holman Hunt és Dante Gabriel Rossetti pályáját.

## Leírása
A festmény a gyermek Jézust ábrázolja, aki apjának, Józsefnek segít az ácsműhelyben. József a képen éppen egy ajtón dolgozik, amelyet a műhely munkaasztalára fektetett. A kis Jézus megsértette a kezét egy kiálló szögön, ami előrevetíti Jézus sorsát és stigmáit. A háttérben álló Szent Anna (a keresztény hagyomány szerint Szűz Mária anyja) egy harapófogóval eltávolítja a szöget, míg térdeplő anyja egy csókkal vigasztalja Jézust. József a sérülést vizsgálja, míg a kép jobb oldalán Keresztelő Szent János egy tálban vizet hoz, hogy kimossák a sebet - ezzel előrevetítve szerepét Jézus megkeresztelésében. Az eseményeket a kép bal oldalán látható segéd figyeli.
A háttérben számos, teológiai jelentőséggel bíró tárgy látható: a falon függő létra Jákob lajtorjájára utal, egyik ágán a Szentléleket szimbolizáló galamb ül, mellette egy szerszám a Szentháromságot szimbolizálja. A háttérben látható nyáj a későbbi keresztény gyülekezetekre utal.
A feltételezések szerint Millais képének egyik forrása Albrecht Dürer metszete, a Melancholia I, illetve 14. századi olasz festmények. Egy másik vélemény szerint John Rogers Herbert brit festő egyik képe lehetett az inspiráció.

## Fogadtatása
A képet 1850-ben állították ki a Királyi Művészeti Akadémián és heves felzúdulást váltott ki, elsősorban a kép realista stílusa, amellyel az ácsműhely belsejét ábrázolta, a kosz és a munka maradványai, illetve a képen ábrázolt személyek megjelenése. A hagyományos akadémikus stílus szerint Jézust családja vagy apostolai körében, római tógában vagy hasonlóan magasztos ruhában kellett ábrázolni. Kritikájában Charles Dickens azzal vádolta meg Millais-t, hogy alkoholistának ábrázolta Szűz Máriát.
annyira visszataszító randaságában, hogy...feltűnést keltene, mint szörny, a legaljasabb francia kabaréban vagy a legócskább angol kocsmában is.
A kritikusok másik kifogása volt, hogy a fiatal megváltót vörös hajú zsidó fiúként ábrázolta. Dickens leírása szerint a fiatal Jézus úgy nézett ki, mint egy "ferde nyakú fiú hálóingben, aki megbökte a kezét, miközben a szomszédos csatornában játszadozott".
Más kritikusok azt hozták fel, hogy a képen ábrázolt személyek angolkórosak, ami csak a legrosszabb körülmények között élőkre volt jellemző. A felzúdulás érdekes módon arra ösztönözte Viktória királynőt, hogy a Buckingham-palotába kéresse a képet, hogy személyesen is meg tudja tekinteni.
A Királyi Akadémia kiállításán társa, William Holman Hunt is kiállított egy képet, amely egy korai keresztény történetet dolgozott fel: egy keresztény hitre térített család misszionáriust rejtegetett a druidák üldözése elől.
A festmény egyik jelentős hatása volt, hogy a közvélemény megismerte Millais-t, illetve az általa képviselt preraffaeliták csoportját. Hamarosan élénk művészeti vita indult a modernizmus, a realizmus és a középkori stílus szerepéről a korabeli művészetben. A kor híres művészetkritikusa, John Ruskin támogatta Millais-t (annak ellenére, hogy személyesen nem tetszett neki a festmény) a sajtónak küldött levelében és később a preraffaellitákról szóló előadásában.

## Fordítás
- Ez a szócikk részben vagy egészben  a   Christ in the House of His Parents című angol Wikipédia-szócikk fordításán alapul.  Az eredeti cikk szerkesztőit annak laptörténete sorolja fel. Ez a jelzés csupán a megfogalmazás eredetét és a szerzői jogokat jelzi, nem szolgál a cikkben szereplő információk forrásmegjelöléseként.

## Külső hivatkozások
- smARThistory: Christ in the House of His Parents Archiválva 2007. december 15-i dátummal a Wayback Machine-ben – Egy rövid videó a festményről
- Sir John Everett Millais: Christ in the House of His Parents ('The Carpenter's Shop') 1849-50[halott link] - a Tate Britain oldalán